# Лох-Ней
Лох-Ней (ирл. Loch nEathach [ɫ̪ɔx ˈn̠ʲahax], англ. Lough Neagh [ˌlɒx ˈneɪ]) — пресноводное озеро в Северной Ирландии. Площадь поверхности 396 км². Крупнейшее озеро в Великобритании, а также на острове Ирландия. Приблизительно 30 км в длину и 15 км в ширину. Лох-Ней расположено в 30 км к западу от Белфаста. Озеро мелкое, особенно в прибрежной части, средняя глубина составляет около 9 м; максимальная глубина приблизительно 31 м.
В озере водятся форель и угорь.

## География
При площади 392 квадратных километров, озеро является самым крупным озером на Британских островах, и входит в число сорока крупнейших озер Европы. Расположено в 30 км к западу от Белфаста.

## Гидрология
Площадь водосбора составляет 4550 км², из них примерно 9 % находится на территории Ирландии, а 91 % — в Северной Ирландии. В общей сложности 43 % наземной территории Северной Ирландии относится к площади водосбора озера. Само озеро имеет сток на севере в Атлантический океан через реку Банн.
Хотя Лох-Ней используется для различной рекреационной и коммерческой деятельности, при ветреной погоде оно может быстро становиться бурным. Также озеро используется в качестве источника питьевой воды, отбираемой водопроводной компанией DRD Water Service. Давно существуют планы по увеличению отбора воды из озера через водоочистные системы в Хог-Парк Пойнт, однако они пока не были реализованы.

## Легенда о появлении
Старая ирландская легенда рассказывает о том, как образовалось озеро: легендарный ирландский герой Финн Мак Кумал набрал горсть земли и бросил в Шотландию, но не попал. Брошенная земля упала в Ирландское море, так возник остров Мэн. А на месте, где Финн зачерпнул земли, появилось озеро, ныне известное как Лох-Ней.

## Города и деревни
Города и деревни расположенные около озера:
Крейгавон, Антрим, Крумлин, Рандалстаун, Лурган и Марафелт.

## Галерея

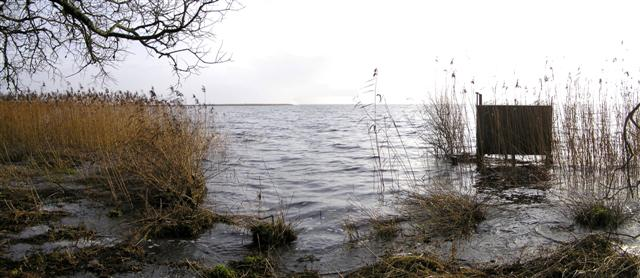
Лох-Ней в графстве Тайрон
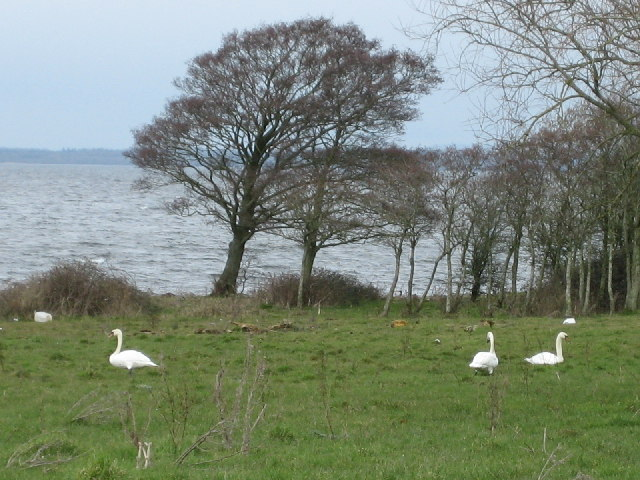
Лох-Ней возле Ардмор точки
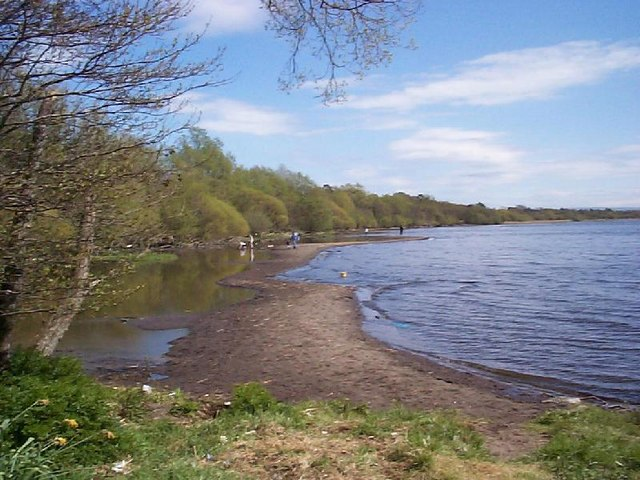
Лох-Ней около замка Шейн, в графстве Антрим
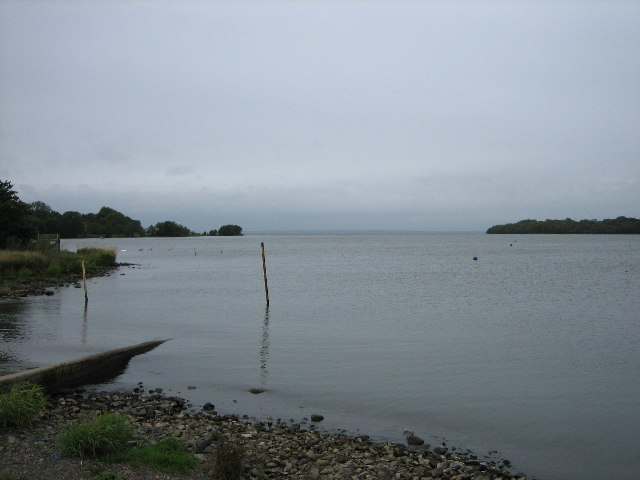
Лох-Ней около ворот Голи, в графстве Антрим
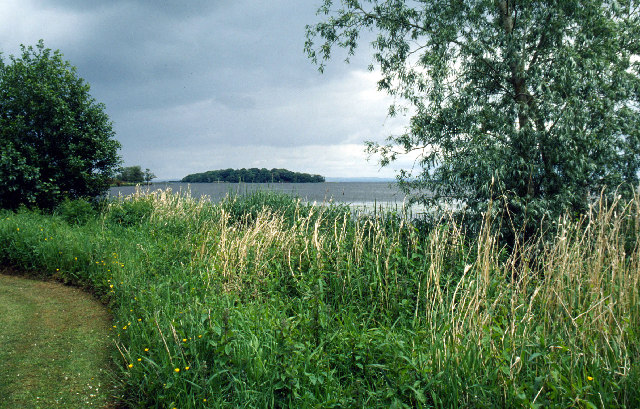
Лох-Ней около Магери, графство Арма
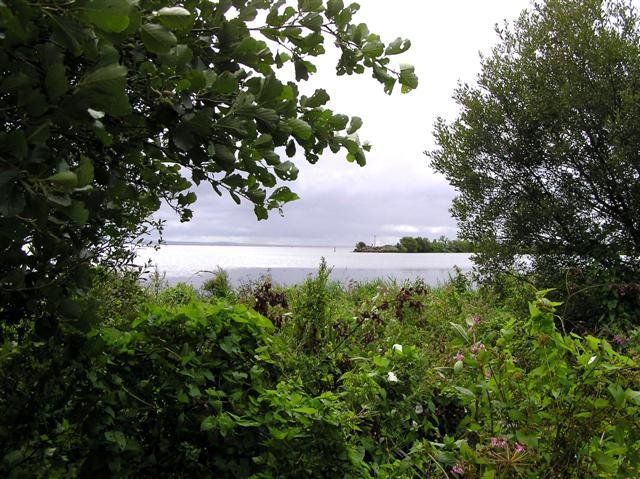
Лох-Ней около города Баллиронан, в графстве Лондондерри